# Ruslan Zubkov
Ruslan Vladyslavovyč Zubkov (in ucraino Руслан Владиславович Зубков?; Odessa, 24 novembre 1991) è un calciatore ucraino, difensore dell'LKS Ślesin.

## Carriera
Ha giocato nella massima serie dei campionati ucraino, azero e bielorusso.